# لیو یوشیانگ
لیو یوشیانگ (انگلیسی: Liu Yuxiang؛ زادهٔ ۱۱ اکتبر ۱۹۷۵) جودوکار اهل چین بود.